# Kamilaroi Highway

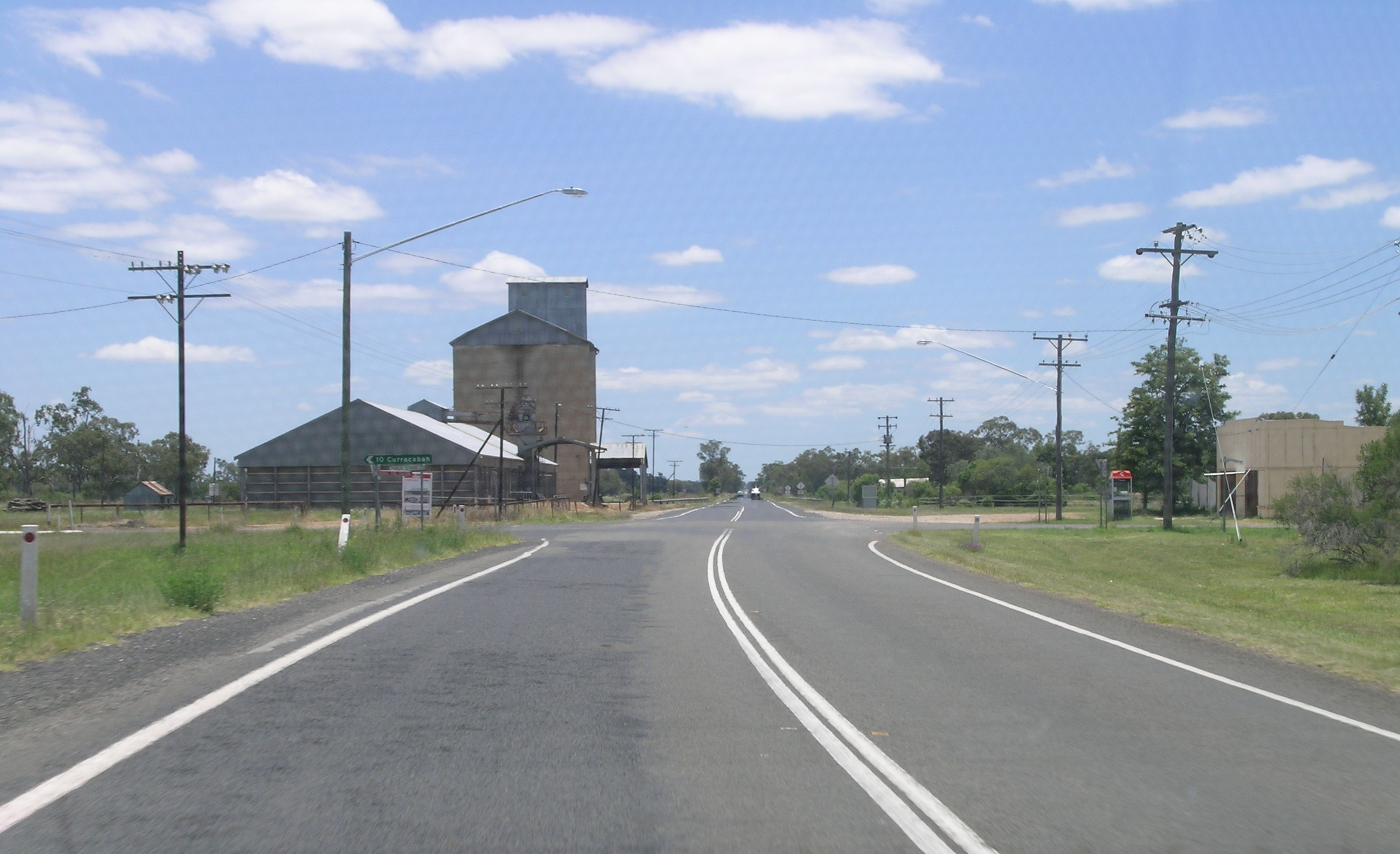
La Kamilaroi Highway près de Baan Baa

La Kamilaroi Highway est une route nationale en Nouvelle-Galles du Sud en Australie. Son statut de Highway est assez nouveau.
Longue de 620 km, elie démarre de la New England Highway à Willow Tree dans le centre de la Nouvelle-Galles du Sud dans une direction sud-est nord-ouest jusqu'à Bourke sur la Mitchell Highway.
La route porte le nom du peuple aborigène australien Kamilaroi qui vit dans la région.
Elle traverse les villes de: 
- Willow Tree
- Quirindi
- Gunnedah
- Boggabri
- Narrabri
- Wee Waa
- Walgett
- Brewarrina
- Bourke

## Galerie

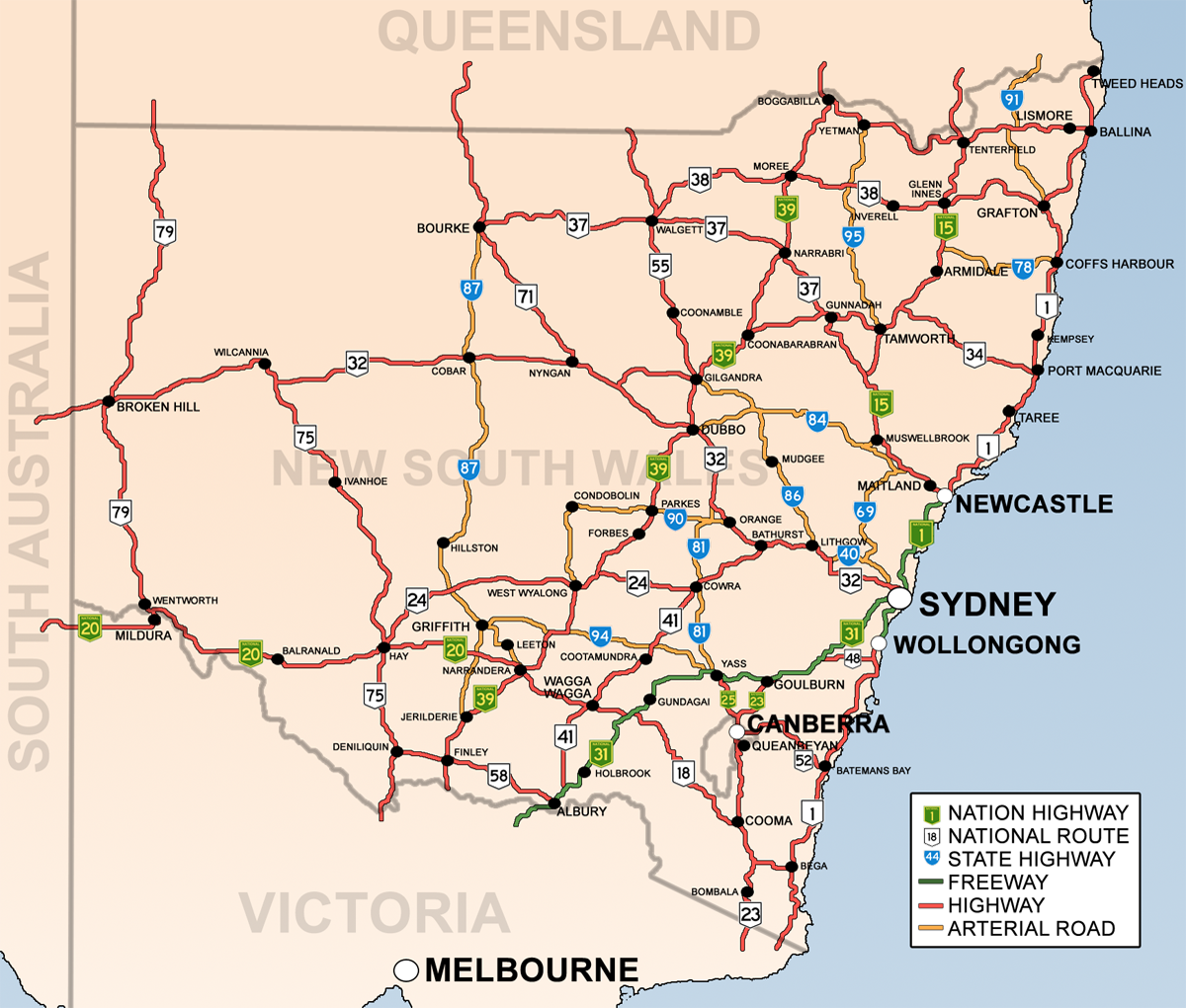